# Ty Hardin
Ty Hardin (New York City, 1º gennaio 1930 – Huntington Beach, 3 agosto 2017) è stato un attore statunitense.

## Biografia
Attivo prevalentemente sul grande schermo, ottenne però il suo maggiore successo grazie al ruolo di Bronco Layne nella serie televisiva Bronco (1958-1962), e successivamente partecipò ad altre celebri serie quali Cheyenne (1960-1962) e Alta marea (1969). A metà anni sessanta arrivò in Italia per partecipare a svariati spaghetti western, tra i quali L'uomo della valle maledetta (1964), Acquasanta Joe, Il giorno del giudizio, Quel maledetto giorno della resa dei conti (tutti del 1971) e Sei iellato, amico hai incontrato Sacramento (1972); nonché agli avventurosi Bersaglio mobile (1967) e Caccia ai violenti (1968).
Rientrato negli Stati Uniti, ebbe un breve ruolo non accreditato nella commedia Che cosa è successo tra mio padre e tua madre? (1972) di Billy Wilder. Negli anni ottanta la sua carriera si avviò a un lento declino e apparve in sempre più sporadici camei sino al 2011, anno in cui partecipò a Head Over Spurs in Love di Ana Zins. Stabilitosi in California con la settima moglie Caroline, è morto il 3 agosto 2017, all'età di 87 anni.

## Vita privata
Ty Hardin è stato sposato 7 volte con:
- Caroline (21 agosto 2007 - ultima consorte)
- Judy McNeill (26 febbraio 1978 - 3 agosto 2007), con 3 figli
- Lyndell(1974-?) - Divorziato, con 1 figlio;
- Francine Nedel (1962-?) - Divorziato, con 1 figlio
- Marlene Schmidt (1962-1966) - Divorziato, con 1 figlio
- Andra Martin (30 agosto 1958-?) - Divorziato, con 2 figli
- Nancy (1952-?) - Divorziato, con 2 figli

## Filmografia

### Cinema
- I figli dello spazio (The Space Children), regia di Jack Arnold (1958)
- Noi giovani (As Young as We Are), regia di Bernard Girard (1958)
- Ho sposato un mostro venuto dallo spazio (I Married a Monster from Outer Space), regia di Gene Fowler Jr. (1958)
- I bucanieri (The Buccaneer), regia di Anthony Quinn (1958)
- Il giorno della vendetta (Last Train from Gun Hill), regia di John Sturges (1959)
- L'urlo della battaglia (Merrill's Marauders), regia di Samuel Fuller (1962)
- Sessualità (The Chapman Report), regia di George Cukor (1962)
- PT 109 - Posto di combattimento! (PT 109), regia di Leslie H. Martinson (1963)
- Il muro dei dollari (Wall of Noise), regia di Richard Wilson (1963)
- Giorni caldi a Palm Springs (Palm Springs Weekend), regia di Norman Taurog (1963)
- L'uomo della valle maledetta, regia di Omar Hopkins (1964)
- La battaglia dei giganti (Battle of the Bulge), regia di Ken Annakin (1965)
- El Cjorro (Savage Pampas), regia di Hugo Fregonese (1966)
- Bersaglio mobile, regia di Sergio Corbucci (1967)
- Il cerchio di sangue (Berserk!), regia di Jim O'Connolly (1967)
- Custer eroe del West (Custer of the West), regia di Robert Siodmak (1967)
- Ragan, regia di José Briz Méndez e Luciano Lelli (1968)
- Caccia ai violenti, regia di Nino Scolaro e Sandy Howard (1968)
- Rekvijem, regia di Caslav Damjanovic (1970)
- Quel maledetto giorno della resa dei conti, regia di Sergio Garrone (1971)
- Il giorno del giudizio, regia di Mario Gariazzo (1971)
- Il suo nome è Qualcuno (The Last Rebel), regia di Denys McCoy (1971)
- Acquasanta Joe, regia di Mario Gariazzo (1971)
- Sei iellato, amico hai incontrato Sacramento, regia di Giorgio Cristallini (1972)
- Che cosa è successo tra mio padre e tua madre? (Avanti!), regia di Billy Wilder (1972)
- Arpad - Zwei Teufelskerle räumen auf, regia di Alfredo Medori (1975)
- Rooster: Spurs of Death!, regia di Brice Mack (1977)
- Image of the Beast, regia di Donald W. Thompson (1980)
- The Zoo Gang, regia di Pen Densham e John Watson (1985)
- Born Killer, regia di Kimberley Casey (1989)
- Bad Jim, regia di Clyde Ware (1990)
- Eroe per amore (Rescue Me), regia di Arthur Allan Seidelman (1992)
- Head Over Spurs in Love, regia di Ana Zins (2011)

### Televisione
- Sugarfoot – serie TV, episodi 3x01-4x07 (1959-1961)
- Maverick – serie TV, episodio 4x02 (1960)
- Cheyenne – serie TV, 1 episodio (1961)
- Indirizzo permanente (77 Sunset Strip) – serie TV, episodio 3x23 (1961)
- Bronco – serie TV, 68 episodi (1958-1962)
- Alta marea (Riptide) – serie TV, 26 episodi (1969)
- Arpad le tzigane – serie TV, 5 episodi (1973)
- Racconti della frontiera (The Quest) – serie TV, 1 episodio (1976)
- Fire!, regia di Earl Bellamy – film TV (1977)
- Angeli volanti (Flying High) – serie TV, 1 episodio (1978)
- David Cassidy - Man Undercover – serie TV, 1 episodio (1978)
- Love Boat (The Love Boat) – serie TV, 1 episodio (1981)
- Fiume rosso (Red River), regia di Richard Michaels – film TV (1988)
- Noi siamo angeli – serie TV, 2 episodi (1997)

## Doppiatori italiani
- Pino Locchi in L'urlo della battaglia
- Sergio Tedesco in L'uomo della valle maledetta
- Massimo Turci in La battaglia dei giganti
- Gianfranco Bellini in El Cjorro
- Giuseppe Rinaldi in Bersaglio mobile
- Sergio Graziani in Il suo nome è Qualcuno
- Michele Gammino in Il giorno del giudizio
- Sergio Rossi in Sei jellato amico, hai incontrato Sacramento, Noi siamo angeli
- Sandro Iovino in Acquasanta Joe